# المحصام الاعلى (حرض)

تعديل مصدري - تعديل

المحصام الاعلى هي إحدى قرى عزلة الفج بمديرية حرض التابعة لمحافظة حجة، بلغ تعداد سكانها 337 نسمة حسب تعداد اليمن لعام 2004.